# Sh2-242
Sh2-242 est une nébuleuse en émission visible dans la constellation du Taureau.
Elle est située dans la partie orientale de la constellation, à la frontière des Gémeaux et du Cocher. Son identification est facilitée par la présence des étoiles Elnath (β Tauri) et 1 Geminorum, située à peu près à mi-chemin entre elles. Sa déclinaison est modérément septentrionale, ce qui signifie qu'elle peut être facilement observée depuis les deux hémisphères, bien que les observateurs de l'hémisphère nord aient un plus grand avantage. La période où elle atteint sa plus haute élévation au-dessus de l'horizon se situe entre octobre et février.
Il s'agit d'une petite région HII dont la taille réelle ne serait que de 14 années-lumière. Sa caractéristique la plus visible est une bande de poussière non éclairée qui la traverse dans une direction nord-sud, la divisant en deux parties fortement asymétriques, la partie ouest étant considérablement plus grande. Deux étoiles qui ne sont pas directement visibles, une étoile bleue-blanche de la séquence principale de classe spectrale B0V et une sous-géante bleue de classe B0IV-V, seraient à l'origine de l'ionisation du gaz du nuage et semblent être associées à un amas ouvert catalogué comme [DB2001] Cl 25, composé de sources de rayonnement infrarouge, dont la masse est de 81 M☉. La distance de Sh2-242 est d'environ 2 200 pc (∼7 180 al), ce qui la place dans le bras de Persée, l'un des principaux bras spiraux de la Voie lactée. Un nuage moléculaire géant non éclairé est associé au nuage.